# 고햐쿠라칸역
고햐쿠라칸역(일본어: 五百羅漢駅)은 일본 가나가와현 오다와라시에 있는 이즈하코네 철도 다이유잔 선의 역이다.

## 역 구조
섬식 승강장 1면 2선의 지상역이다. 역은 남쪽이 1번 선, 북쪽이 2번 선이다. 승강장의 이사이다 방향 끝쪽이 계단으로, 여기에서 구내 건널목을 지나 북쪽 역사로 간다. 또한, 구내 아나베 방행의 북쪽에는 이즈하코네 철도 다이유잔 선 보선 지구의 이층 건물이 있다.
1989년 8월에 개축된 역사는 아파트를 병설하고 임대도 들어간 4층 건물이다. 이 건물의 일각에 역 사무실과 대기소가 마련되어 있으며 자동 매표기와 승차표 발행기가 하나씩 있는 것 외에 정기 승차권 등을 판매하는 창구도 있다.
하루 종일 사원이 배치되는 직영역이다.

### 승강장
| 1 | ■ 다이유잔 선 | 다이유잔 방면 |
| 2 | ■ 다이유잔 선 | 오다와라 방면 |

## 역 주변
역전에 현도 720호가 달린다. 지명의 유래가 된 고햐쿠라칸의 한 다마타카라 절과 다코 성지 등 주변에는 고적이 많이 존재한다.
남쪽으로 300m 정도 거리에 오다큐 전철 오다와라 선의 아시가라역을 두고 있다. 오다큐 전철 오다와라 선의 아시가라 역과 호타루다 역 사이의 차량 창문에서 당역의 모습을 바라보는 것이 가능하다.

## 역사
- 1925년 10월 15일: 영업 개시.
- 1989년 8월: 역사 개축.

## 인접역
| 이즈하코네 철도 ■ 다이유잔 선 | 이즈하코네 철도 ■ 다이유잔 선 | 이즈하코네 철도 ■ 다이유잔 선 |
| ----------------------------- | ----------------------------- | ----------------------------- |
| ID03 이사이다 오다와라 방면   |                               | 아나베 ID05 다이유잔 방면     |